# Luigi Capri Cruciani
Luigi Capri Cruciani (Marino, 23 marzo 1883 – Roma, 23 novembre 1944) è stato un politico, imprenditore e scrittore italiano.

## Biografia
Nacque da Ludovico Capri ed Ifigenia Cruciani, entrambi esponenti di famiglie benestanti: il padre era sindaco di Marino all'epoca della terribile grandinata del 1903. Sposò Sara Falconi, figlia del senatore marchigiano Gaetano Falconi.
Fu grande affittuario di terre baronali nell'Agro Romano per conto del principe Leone Caetani: durante la prima guerra mondiale la lega contadina marinese, fondata nel 1879, avanzò nell'aprile 1917 pretese di adeguamento contrattuale per i lavori di semina del granturco nella tenuta della località Casa Bianca, di proprietà del Caetani ma gestita dal Capri Cruciani. Inoltre, i contadini rigettarono la proposta del Capri Cruciani di dar loro un terzo del prodotto anziché la metà: tuttavia le autorità stavolta diedero ragione al Capri Cruciani. Nuove pretese furono avanzate dai contadini per il possesso degli usi civici nelle località Frattocchie e Quarto Capanna, anch'esse affidate in gestione ai Capri Cruciani: Luigi Capri Cruciani se la cavò sostenendo che i contadini avevano le terre, ma non la voglia di coltivarle.
Capri Cruciani venne eletto sindaco di Marino nel 1912 con quello che sarà poi il Partito Popolare Italiano, nel quadro di un crescente potere dei "bianchi" in tutto il quadrante meridionale della provincia di Roma, sconvolto dalle tensioni sociali tra socialisti e popolari, tra lavoratori e padroni. I popolari decisero di inserire il Capri Cruciani nelle liste per i candidati alla Camera dei deputati nelle elezioni politiche italiane del 1919: di conseguenza in questo periodo si registrano continui spostamenti di Capri Cruciani nelle varie località dei Colli Albani: il 29 ottobre tenne un comizio a Castel Gandolfo, il 30 a Frascati, il 9 novembre a Marino parlando dal balcone dell'allora residenza comunale di Palazzo Matteotti, comizio in margine al quale scoppiarono scontri nell'attuale piazza Giacomo Matteotti; nel pomeriggio dello stesso giorno, ad Albano Laziale, durante un'assemblea popolare partirono tre colpi di pistola che ferirono un bambino di cinque anni, un ragazzo di quindici ed un carrettiere.
Luigi Capri Cruciani entrò a far parte dell'"Unione viticultori", un'associazione di possidenti locali che raccoglieva popolari e liberali. Alle elezioni amministrative del settembre 1920 tuttavia venne battuto dal repubblicano Marco Bellucci, già sindaco di Marino a cavallo tra Ottocento e Novecento.
Con l'avvento al potere del fascismo Capri Cruciani fu tra i popolari che si allearono con il nuovo regime: fu presidente dell'ENADISTIL, l'ente nazionale per la distillazione delle materie vinose creato nel 1937 (non a caso una grande distilleria ed enopolio fu inaugurata nel 1938 dallo stesso Benito Mussolini a Ciampino, all'epoca frazione del comune di Marino), presidente del Banco di Santo Spirito, membro del consiglio di amministrazione del Banco di Napoli, preside della facoltà universitaria di agraria di Roma e provincia creata a Velletri.
Iscrittosi al partito fascista, fu eletto deputato per il PNF alla Camera dei deputati per la XXVIII legislatura del Regno il 24 marzo 1929, confermato per la XXIX legislatura il 25 marzo 1934, nominato infine alla Camera dei Fasci e delle Corporazioni l'11 marzo 1939 come membro della corporazione vinicola ed olearia. Diventò presidente della Confederazione Fascista degli Agricoltori il 18 gennaio 1939,.
Venne nominato Senatore del Regno il 6 febbraio 1943, siedendo tra il maggio e l'agosto dello stesso anno nella commissione agricoltura.
Dopo la liberazione di Roma il 4 giugno 1944, ormai sessantunenne venne deferito dall'alto commissariato per le sanzioni contro il fascismo il 7 agosto 1944, con il capo d'imputazione numero 3 ("senatori nominati nel 1943; senatori nominati perché ex-deputati o ex-consiglieri nazionali eletti dopo il 1929"): tuttavia Luigi Capri Cruciani morì a Marino il 23 novembre 1944. L'alto commissariato prese atto del decesso il 5 dicembre 1944, e lo dichiarò comunque decaduto da ogni carica il 13 febbraio 1947.

## Opere
- I problemi agricoli della zona dei Castelli, in Istituto di Studi Romani, La sistemazione urbanistica dei Castelli Romani, Roma 1936 - XIV fasc.[13]
- Prefazione a Ermanno Ponti, Il Banco di Santo Spirito fondato da S.S. Paolo V con breve del 13 dicembre 1605, Roma 1941 - XIX fasc..[14]